# EF English Proficiency Index

Карта світу, що відображає рівні володіння англійською мовою у світі у 2024 р.:
600 та вище (Дуже високий)
599 – 550 (Високий)
549 – 500 (Середній)
499 – 450 (Низький)
Менше 450 (Дуже низький)
Немає даних або англійська є офіційною мовою країни

EF English Proficiency Index (EF EPI) (укр. Індекс володіння англійською мовою від EF) — дослідницький індекс компанії Education First, що намагається ранжувати країни за рівнем володіння англійською мовою серед дорослих, які склали відповідний стандартизований тест. Висновки та рейтинг базуються на даних, зібраних за допомогою тестів на рівень володіння англійською мовою, доступних безкоштовно в Інтернеті. Індекс засновано на базі онлайн-опитування, а його перші результати було опубліковано у 2011 році (на основі даних тестування 1,7 мільйона учасників).

## Методологія рейтингу
Останнє дослідження, що відбулось у 2024 р, було засновано на використанні результатів 2,1 мільйона учасників тестування, які пройшли його у 2023 році. Учасників тестування було обрано самостійно. У цьому виданні індексу представлено 116 країн і територій. Для включення до нього від кожної країни чи території мало взяти участь щонайменше 400 учасників тестування. Вік учасників — від 18 до 60 років, середній вік становить 26 років.

## Структура звіту
Звіт складається з таблиці рейтингу країн, кількох сторінок аналізу з графіками, що співвідносять інші економічні та соціальні фактори з рівнем володіння англійською мовою, та аналізу кожного регіону чи континенту. Звіт за 2023 рік включає рівні володіння англійською мовою за статтю, віковою групою та регіоном, у межах країн, а також деякі показники володіння англійською мовою у столицях окремих країн. На вебсайті відображено частини звіту та наведено аналіз рівня володіння англійською мовою в країнах та територіях.

## Рейтинг країн за даними звіту 2024 р.
| Країна або регіон        | Бали | Група за рівнем володіння     |
| ------------------------ | ---- | ----------------------------- |
| Нідерланди               | 636  | Дуже високий рівень володіння |
| Норвегія                 | 610  | Дуже високий рівень володіння |
| Сінгапур                 | 609  | Дуже високий рівень володіння |
| Швеція                   | 608  | Дуже високий рівень володіння |
| Хорватія                 | 607  | Дуже високий рівень володіння |
| Португалія               | 605  | Дуже високий рівень володіння |
| Данія                    | 603  | Дуже високий рівень володіння |
| Греція                   | 602  | Дуже високий рівень володіння |
| Австрія                  | 600  | Дуже високий рівень володіння |
| Німеччина                | 598  | Високий рівень володіння      |
| ПАР                      | 594  | Високий рівень володіння      |
| Румунія                  | 593  | Високий рівень володіння      |
| Бельгія                  | 592  | Високий рівень володіння      |
| Фінляндія                | 590  | Високий рівень володіння      |
| Польща                   | 588  | Високий рівень володіння      |
| Болгарія                 | 586  | Високий рівень володіння      |
| Угорщина                 | 585  | Високий рівень володіння      |
| Словаччина               | 584  | Високий рівень володіння      |
| Кенія                    | 581  | Високий рівень володіння      |
| Естонія                  | 578  | Високий рівень володіння      |
| Люксембург               | 576  | Високий рівень володіння      |
| Філіппіни                | 570  | Високий рівень володіння      |
| Литва                    | 569  | Високий рівень володіння      |
| Сербія                   | 568  | Високий рівень володіння      |
| Чехія                    | 567  | Високий рівень володіння      |
| Малайзія                 | 566  | Високий рівень володіння      |
| Суринам                  | 563  | Високий рівень володіння      |
| Аргентина                | 562  | Високий рівень володіння      |
| Кіпр                     | 558  | Високий рівень володіння      |
| Нігерія                  | 557  | Високий рівень володіння      |
| Швейцарія                | 550  | Високий рівень володіння      |
| Гонконг                  | 549  | Середній рівень володіння     |
| Гондурас                 | 545  | Середній рівень володіння     |
| Грузія                   | 543  | Середній рівень володіння     |
| Білорусь                 | 539  | Середній рівень володіння     |
| Іспанія                  | 538  | Середній рівень володіння     |
| Уругвай                  | 538  | Середній рівень володіння     |
| Вірменія                 | 537  | Середній рівень володіння     |
| Молдова                  | 536  | Середній рівень володіння     |
| Україна                  | 535  | Середній рівень володіння     |
| Коста-Рика               | 534  | Середній рівень володіння     |
| Гана                     | 534  | Середній рівень володіння     |
| Албанія                  | 533  | Середній рівень володіння     |
| Росія                    | 532  | Середній рівень володіння     |
| Парагвай                 | 531  | Середній рівень володіння     |
| Італія                   | 528  | Середній рівень володіння     |
| Болівія                  | 525  | Середній рівень володіння     |
| Чилі                     | 525  | Середній рівень володіння     |
| Франція                  | 524  | Середній рівень володіння     |
| Південна Корея           | 523  | Середній рівень володіння     |
| Ізраїль                  | 522  | Середній рівень володіння     |
| Куба                     | 520  | Середній рівень володіння     |
| Перу                     | 519  | Середній рівень володіння     |
| Уганда                   | 518  | Середній рівень володіння     |
| Сальвадор                | 513  | Середній рівень володіння     |
| Непал                    | 512  | Середній рівень володіння     |
| Венесуела                | 510  | Середній рівень володіння     |
| Гватемала                | 507  | Середній рівень володіння     |
| Нікарагуа                | 505  | Середній рівень володіння     |
| Домініканська Республіка | 503  | Середній рівень володіння     |
| Бангладеш                | 500  | Середній рівень володіння     |
| Іран                     | 499  | Низький рівень володіння      |
| Ефіопія                  | 498  | Низький рівень володіння      |
| В'єтнам                  | 498  | Низький рівень володіння      |
| Туреччина                | 497  | Низький рівень володіння      |
| Туніс                    | 496  | Низький рівень володіння      |
| Пакистан                 | 493  | Низький рівень володіння      |
| Ліван                    | 492  | Низький рівень володіння      |
| Індія                    | 490  | Низький рівень володіння      |
| ОАЕ                      | 489  | Низький рівень володіння      |
| Панама                   | 488  | Низький рівень володіння      |
| Танзанія                 | 487  | Низький рівень володіння      |
| Шрі-Ланка                | 486  | Низький рівень володіння      |
| Колумбія                 | 485  | Низький рівень володіння      |
| Катар                    | 480  | Низький рівень володіння      |
| Марокко                  | 479  | Низький рівень володіння      |
| Сирія                    | 473  | Низький рівень володіння      |
| Алжир                    | 471  | Низький рівень володіння      |
| Мозамбік                 | 469  | Низький рівень володіння      |
| Індонезія                | 468  | Низький рівень володіння      |
| Бразилія                 | 466  | Низький рівень володіння      |
| Еквадор                  | 465  | Низький рівень володіння      |
| Єгипет                   | 465  | Низький рівень володіння      |
| Монголія                 | 464  | Низький рівень володіння      |
| Мадагаскар               | 463  | Низький рівень володіння      |
| Азербайджан              | 462  | Низький рівень володіння      |
| Мексика                  | 459  | Низький рівень володіння      |
| Киргизстан               | 457  | Низький рівень володіння      |
| Кабо-Верде               | 456  | Низький рівень володіння      |
| Кувейт                   | 456  | Низький рівень володіння      |
| КНР                      | 455  | Низький рівень володіння      |
| Японія                   | 454  | Низький рівень володіння      |
| М'янма                   | 449  | Дуже низький рівень володіння |
| Палестина                | 448  | Дуже низький рівень володіння |
| Афганістан               | 447  | Дуже низький рівень володіння |
| Малаві                   | 447  | Дуже низький рівень володіння |
| Камерун                  | 445  | Дуже низький рівень володіння |
| Узбекистан               | 439  | Дуже низький рівень володіння |
| Гаїті                    | 432  | Дуже низький рівень володіння |
| Судан                    | 432  | Дуже низький рівень володіння |
| Йорданія                 | 431  | Дуже низький рівень володіння |
| Сенегал                  | 429  | Дуже низький рівень володіння |
| Казахстан                | 427  | Дуже низький рівень володіння |
| Оман                     | 421  | Дуже низький рівень володіння |
| Саудівська Аравія        | 417  | Дуже низький рівень володіння |
| Таїланд                  | 415  | Дуже низький рівень володіння |
| Ірак                     | 414  | Дуже низький рівень володіння |
| Бенін                    | 413  | Дуже низький рівень володіння |
| Таджикистан              | 412  | Дуже низький рівень володіння |
| Ангола                   | 409  | Дуже низький рівень володіння |
| Камбоджа                 | 408  | Дуже низький рівень володіння |
| Лівія                    | 405  | Дуже низький рівень володіння |
| Руанда                   | 401  | Дуже низький рівень володіння |
| Кот-д'Івуар              | 399  | Дуже низький рівень володіння |
| Сомалі                   | 399  | Дуже низький рівень володіння |
| Ємен                     | 394  | Дуже низький рівень володіння |

## Україна в рейтингу
Відповідно до останнього рейтингу, Україна набрала 535 бали та посідає 45 місце в загальному рейтингу та 29 місце серед країн Європи. За результатами дослідження, найкращий рівень знань показали жителі Львова та Києва.
| Рік  | Місце в рейтингу | К-кість балів |
| ---- | ---------------- | ------------- |
| 2024 | 40               | 535           |
| 2023 | 45               | 530           |
| 2022 | 35               | 539           |
| 2021 | 40               | 525           |
| 2020 | 44               | 506           |